# 交響曲第22番 (ハイドン)
交響曲第22番 変ホ長調 Hob. I:22 は、フランツ・ヨーゼフ・ハイドンが1764年に作曲した交響曲。『哲学者』（独: Der Philosoph）の愛称で知られる。

## 概要
第21番から第24番までの4曲は、残された自筆楽譜から1764年に書かれた作品であることが知られる。4曲の中でも本作は楽章構成も使用楽器も最も特殊である。
19世紀初めにハイドンの伝記を記したゲオルク・アウグスト・グリージンガーやアルベルト・クリストフ・ディースが、ハイドン本人から聞いた話として伝えるところによると、ハイドンのある古い交響曲のアダージョが、「行いを改めようとしない罪人と神の対話」を主題にしているという。H.C.ロビンス・ランドンは、この交響曲の第1楽章のホルンとコーラングレの対話がそれにあたるという推測を述べた。しかし、ほかのハイドン学者はこの説を必ずしも認めておらず、エレーン・シスマンはこの話が第26番『ラメンタチオーネ』のこととする異説を述べている。
『哲学者』の愛称はハイドンがつけたわけではなく、由来は不明である（第1楽章の深く思索するような曲想からそう呼ばれるようになったと言われている）。しかし、イタリアのモデナにあるエステンセ図書館が所蔵する1790年頃の筆写譜にこの名称を記したものが見られ、ハイドンの生前には既にこの愛称で呼ばれていたと考えられている。

## ハイドンとコーラングレ
コーラングレは1720年頃に発明され、18世紀後半のウィーンで何人かの作曲家によって使われた。管弦楽にコーラングレを加えた現存最古の楽譜はイタリアの作曲家ニコロ・ヨンメッリによるもので、オペラ『エツィオ』を1749年にウィーンで公演する際にコーラングレを加えている。また、クリストフ・ヴィリバルト・グルックは1755年に発表したオペラ『踊り』（La danza）以来コーラングレを使い、『オルフェオとエウリディーチェ』のウィーン版（1762年）でも使われている。ほかにジュゼッペ・ボンノ、ヨハン・アドルフ・ハッセ、ヨーゼフ・シュタルツァーらのウィーンで活躍した作曲家や、弟のミヒャエル・ハイドンもコーラングレを使用した。
ハイドン自身もコーラングレを使った初期の作曲家のひとりであり、交響曲での使用は本作のみだが、ほかにも1760年代のディヴェルティメントや1767年の『スターバト・マーテル』（Hob. XXa:1）、オラトリオ『トビアの帰還』（Hob. XXI:1）、『大オルガン・ミサ』（Hob. XXII:4）などにコーラングレを使用している。なお現在と異なり、コーラングレは2本組み合わせて使用された。

## 編成
コーラングレ2、ホルン2、第1ヴァイオリン、第2ヴァイオリン、ヴィオラ、低音（チェロ、ファゴット、コントラバス）。
オーボエのかわりに2本のコーラングレが使われているところに大きな特徴があり、その特殊な音色は特に第1楽章で大きな効果が発揮されている。

## 曲の構成
アダージョで始まる全4楽章の教会ソナタ風の構成を採り、全ての楽章が変ホ長調で変化しない。主に初期の交響曲において、緩徐楽章が最初に来るものがいくつかある（第5番、第11番、第18番、第21番、第34番、第49番『受難』）。演奏時間は約21分。
- 第1楽章 アダージョ
4分の4拍子、ソナタ形式。

愛称の由来ともいわれる、弱音器をつけた弦楽器のユニゾンで足取りを刻むような伴奏の上に、ホルンとコーラングレが  で交互に息の長い瞑想的な旋律を歌う。展開部は弦によって対位法的に展開されながら、管楽器が主題の断片を様々な調で出す。

- 第2楽章 プレスト
4分の4拍子、ソナタ形式。
弦によるせわしない音型で進行する。管楽器は合いの手を入れる。

- 第3楽章 メヌエット - トリオ
4分の3拍子。
メヌエット主部は弦楽器を主体としたごく単純な音楽である。トリオは管楽器が旋律を演奏し、ホルンとコーラングレを重ねた独特の音色に特徴がある。

- 第4楽章 フィナーレ：プレスト
8分の6拍子、ソナタ形式。
狩りを思わせる快活な楽章。中音域に集中した和音の響きに特徴がある。

## 編曲
出版された楽譜には、コーラングレのパートをフルートに置きかえたものがある。また、1773年にパリのVenier社から出版された楽譜では、やはりコーラングレのパートをフルートに変えた上で、本来の第2・第4楽章を先頭・最終楽章に置き、第2楽章として新しいアンダンテ・グラツィオーソの緩徐楽章を追加して3楽章にしていた。これらの編曲はおそらくハイドンによるものではない。